# Cathédrale Saint-Jacques-sur-Coudenberg à Bruxelles
Pour les articles homonymes, voir Cathédrale Saint-Jacques et Coudenberg (homonymie).

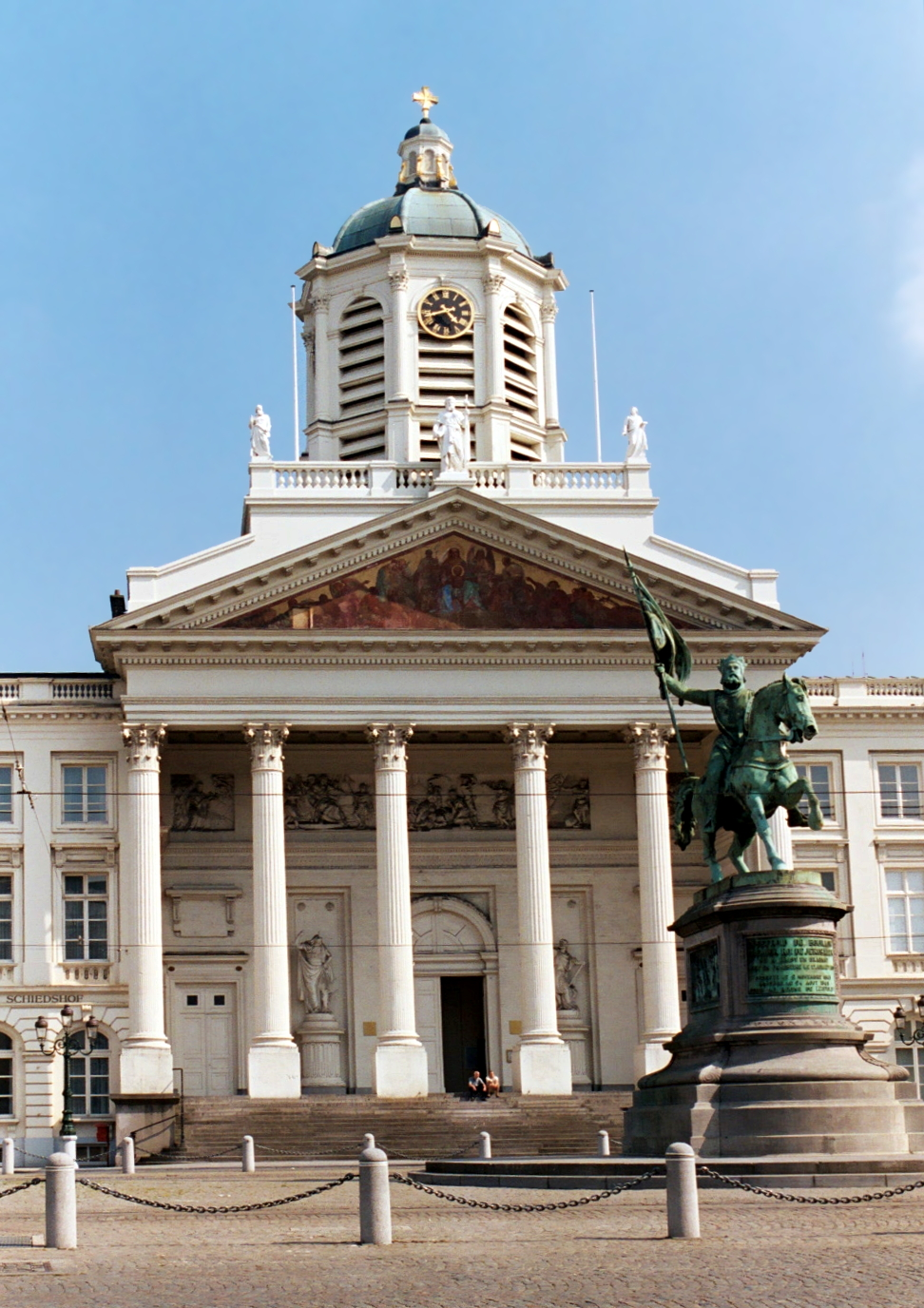
La façade de la cathédrale.

La cathédrale Saint-Jacques-sur-Coudenberg connue également comme l'église Saint-Jacques-sur-Coudenberg, construite entre 1776 à 1787, fait partie d’un ensemble de neuf bâtiments de style néo-classique qui forment le pourtour de la place Royale à Bruxelles en Belgique. 
L'église est « paroisse royale » et, depuis 1986, cathédrale du diocèse aux Forces armées belges.
Elle succède à deux lieux de culte voisins : la chapelle castrale du palais du Coudenberg et l'église de l'abbaye du Coudenberg, toutes deux rasées pour la circonstance.

## Historique

### Origine
Saint-Jacques est le troisième édifice religieux le plus connu de Bruxelles, après Saint-Géry (disparue à la révolution française) et Saint-Michel (devenue la cathédrale Saints-Michel-et-Gudule). Il est possible que Saint-Jacques ait son origine comme chapelle castrale du premier château construit vers 1100 par les comtes de Louvain sur le Coudenberg, la plus haute colline de Bruxelles intra-muros. Plus probablement, Saint-Jacques était une église accolée à un hospice pour les pèlerins de Saint-Jacques-de-Compostelle voisin du château, ce qui expliquerait son titre de Saint-Jacques. La présence d’une église sur le Coudenberg est attestée au XIIe siècle. Le nom de ses desservants est connu dès 1121[réf. nécessaire].

### L'église à l'époque du duché de Brabant
En 1183, le Brabant est érigé en duché, et le Coudenberg devient la résidence habituelle des ducs. La ville de Bruxelles est en plein essor et le Coudenberg gagne en importance. Lors de la construction de la première enceinte de Bruxelles au XIIIe siècle, l'église, l'hospice (devenu prévôté) et ses jardins, qui s'étendent jusqu'à l'actuelle rue Brederode, se retrouvent intra muros.
En 1430, le duché de Brabant passe, par héritage, à la couronne des ducs de Bourgogne. Philippe le Bon agrandit et embellit le palais, y construisant entre autres l’Aula Magna, une grande et prestigieuse salle de réception qui accueillera d’importants États généraux des Pays-Bas bourguignons. En souvenir de ses parents, l’empereur Charles Quint construit, en prolongement de l’Aula Magna, une chapelle gothique qui devient la nouvelle chapelle castrale en lieu et place de l'église de la prévôté.
Le XVIIe siècle est la période la plus brillante au Coudenberg. Comme souverains des Pays-Bas espagnols, les archiducs Albert et Isabelle établissent leur cour dans l’immense château archiducal du Coudenberg. Cela s’accompagne de nouveaux travaux de restauration et d’embellissement ; de nombreux artistes sont mis à contribution.
Cependant, dans la nuit du 3 février 1731, un incendie ravage le château. Les dégâts sont considérables et il n’en reste que des ruines. Seule la chapelle échappe au désastre. La cour s’installe ailleurs et les ruines sont laissées à l’abandon pendant une quarantaine d’années, faute de moyens.

### Édification de l'église néo-classique

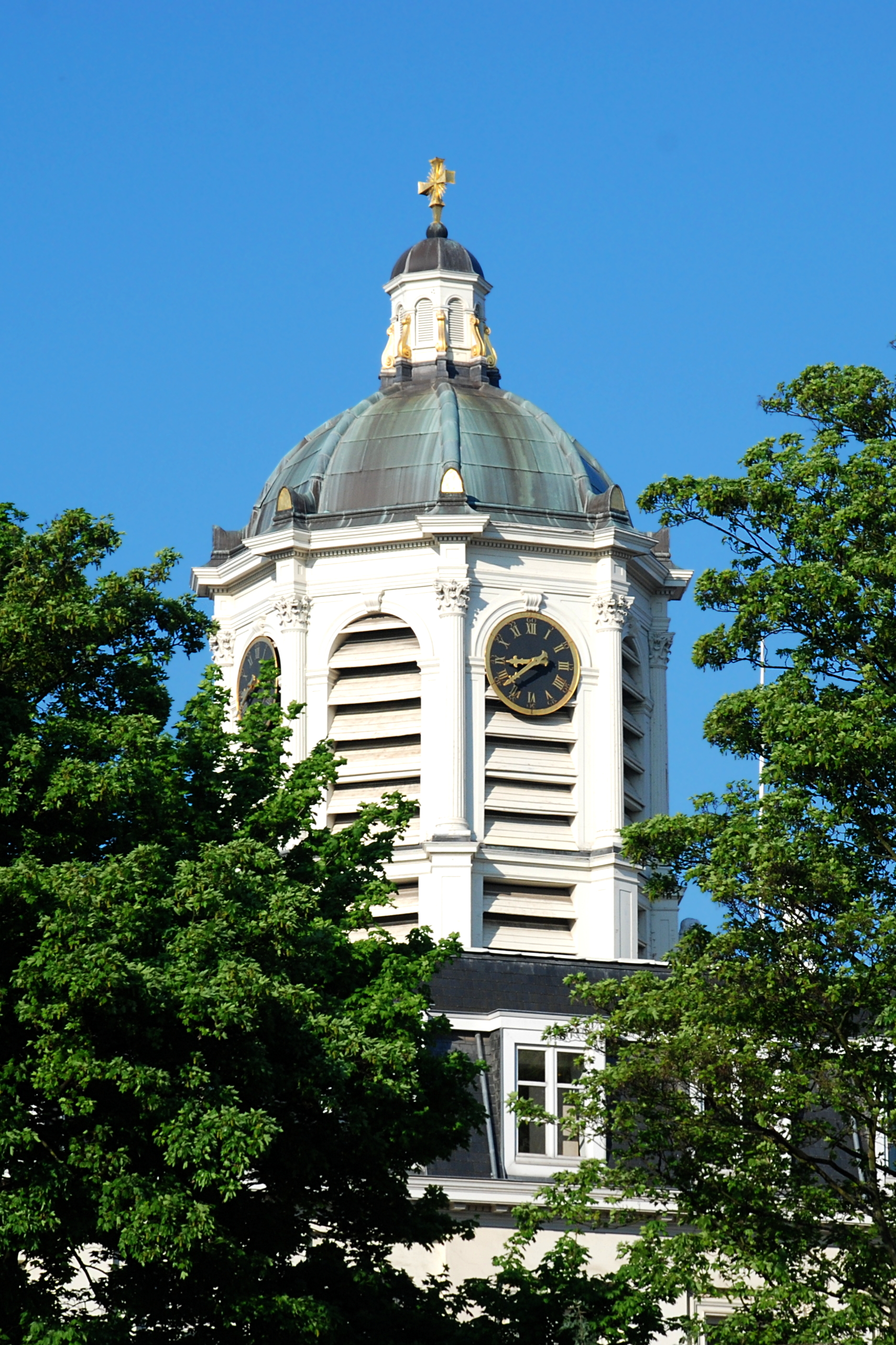
Le clocher édifié par Tilman-François Suys en 1849, vu depuis la place des Palais.

En 1774, le prince Charles-Alexandre de Lorraine propose de transformer les lieux en place Royale. Comme ni l’ancienne chapelle du château de style gothique, ni les ruines de l'église de l'abbaye, vraisemblablement en style roman, n’étaient compatibles avec le goût néo-classique de la fin du XVIIIe siècle, elles sont rasées et remplacées par l'église de style néo-classique que nous connaissons aujourd’hui.
L’ensemble de neuf bâtiments de cette nouvelle place royale de Bruxelles, dont l'église et les deux bâtiments accolés financés par l'abbaye du Coudenberg, est dessiné par Jean-Benoît-Vincent Barré et Barnabé Guimard. Pour l’église, les travaux sont achevés en 11 ans (1776 à 1787). L'intérieur de l'église est construit par Louis Montoyer entre 1785 et 1786.
En 1849, Tilman-François Suys remplace l'ancien campanile par un clocher à dôme à l'impériale en bois muni de quatre cloches et, en 1851, Jean-François Portaels en décore le fronton d’une fresque originale (la Vierge consolant les Affligés).

### Classement au patrimoine
La façade de l'édifice est classée au patrimoine protégé par arrêté royal depuis le 2 décembre 1959.

## Description
De style néo-classique, l’intérieur de la cathédrale est uni, sobre et solennel. Deux grands tableaux de Jean-François Portaels aux deux extrémités du transept : La Crucifixion et La Croix tandis que Le Chemin de croix est l’œuvre du sculpteur Jean Geefs. L'église possède aussi un orgue de tribune, de style néo-classique, datant de 1844, œuvre du facteur Pierre Schyven. L'instrument est composé de deux claviers à main (Grand Orgue et Récit) et d'un clavier à pied.
À l’extérieur, la façade évoque, avec son fronton triangulaire et ses six colonnes corinthiennes, l’apparence d’un temple gréco-romain. Deux larges statues encadrent le porche, Le roi David (du sculpteur François-Joseph Janssens) et Moïse (du sculpteur Jean Philippe Augustin Ollivier). Les trois statues du fronton, saint Jacques (au centre) avec saint André (à sa droite) et saint Jean (à sa gauche) sont l’œuvre du sculpteur Égide Mélot.
Après l'annexion, le 1er octobre 1795, des Pays-Bas autrichiens par la Première République française, l'église devient, pendant un certain temps, un temple de la Raison avant d'être rendue, par la signature du concordat de 1801, au culte catholique en 1802. Pendant cette période, le bas relief du fronton intitulé « Le Sacrifice de la Messe » (Ollivier de Marseille) fut remplacé par un « œil de la Raison » et on donna simplement des noms de divinités païennes aux statues de la façade. Cet « œil » est lui-même remplacé, en 1851, par la fresque actuelle.

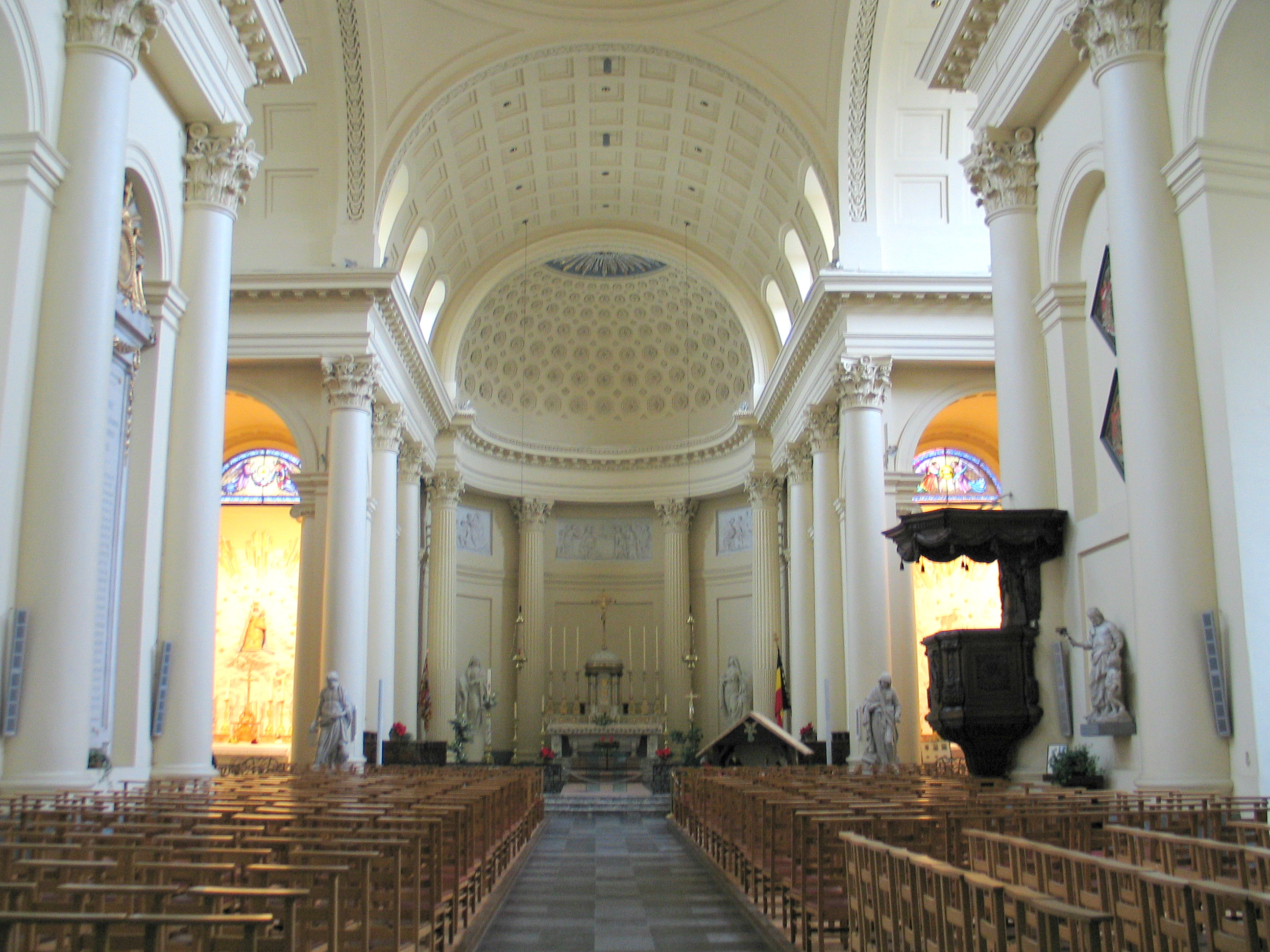
Nef, transept et sanctuaire de la cathédrale Saint-Jacques.
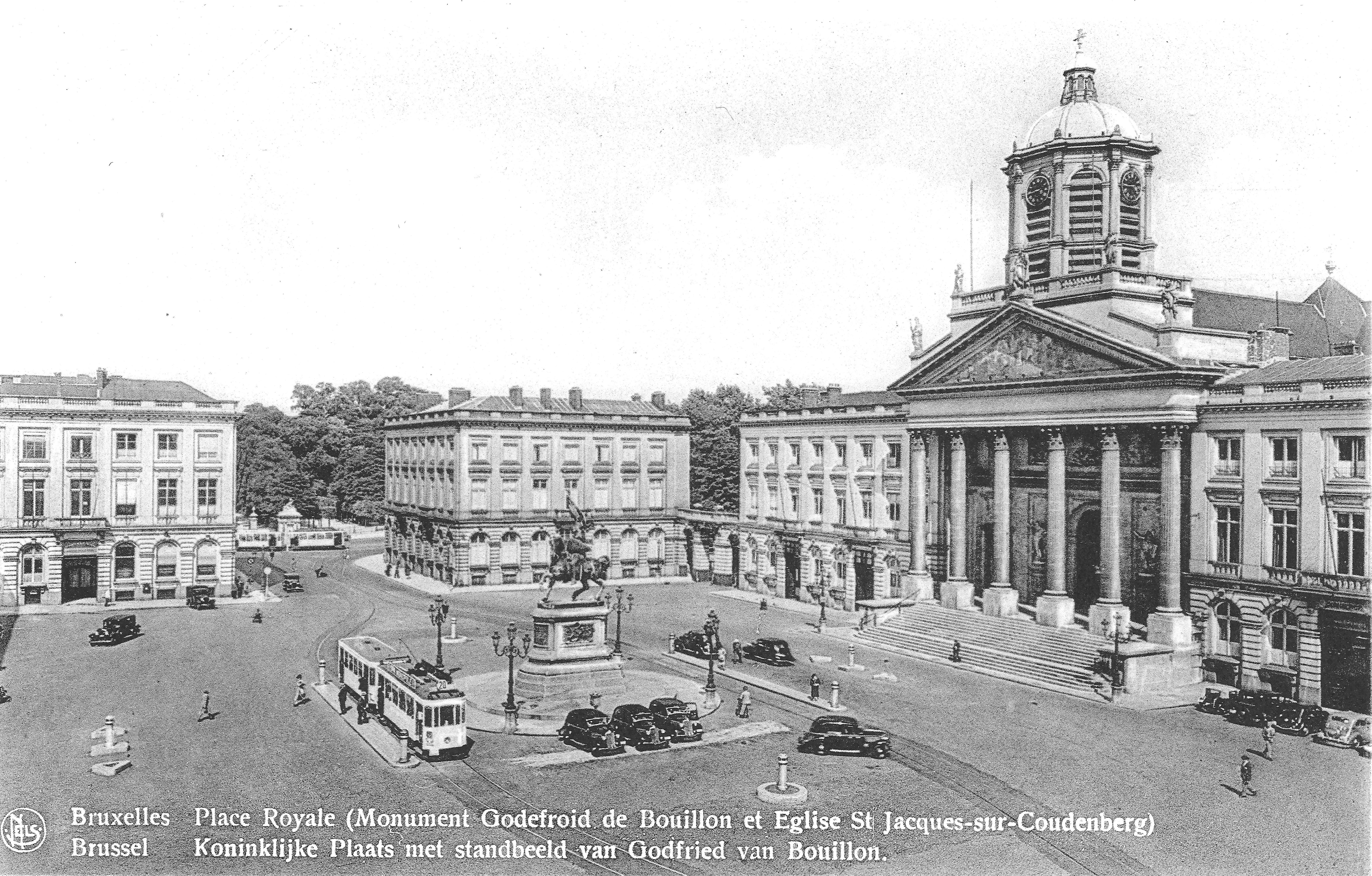
Place royale et cathédrale Saint-Jacques en 1930.
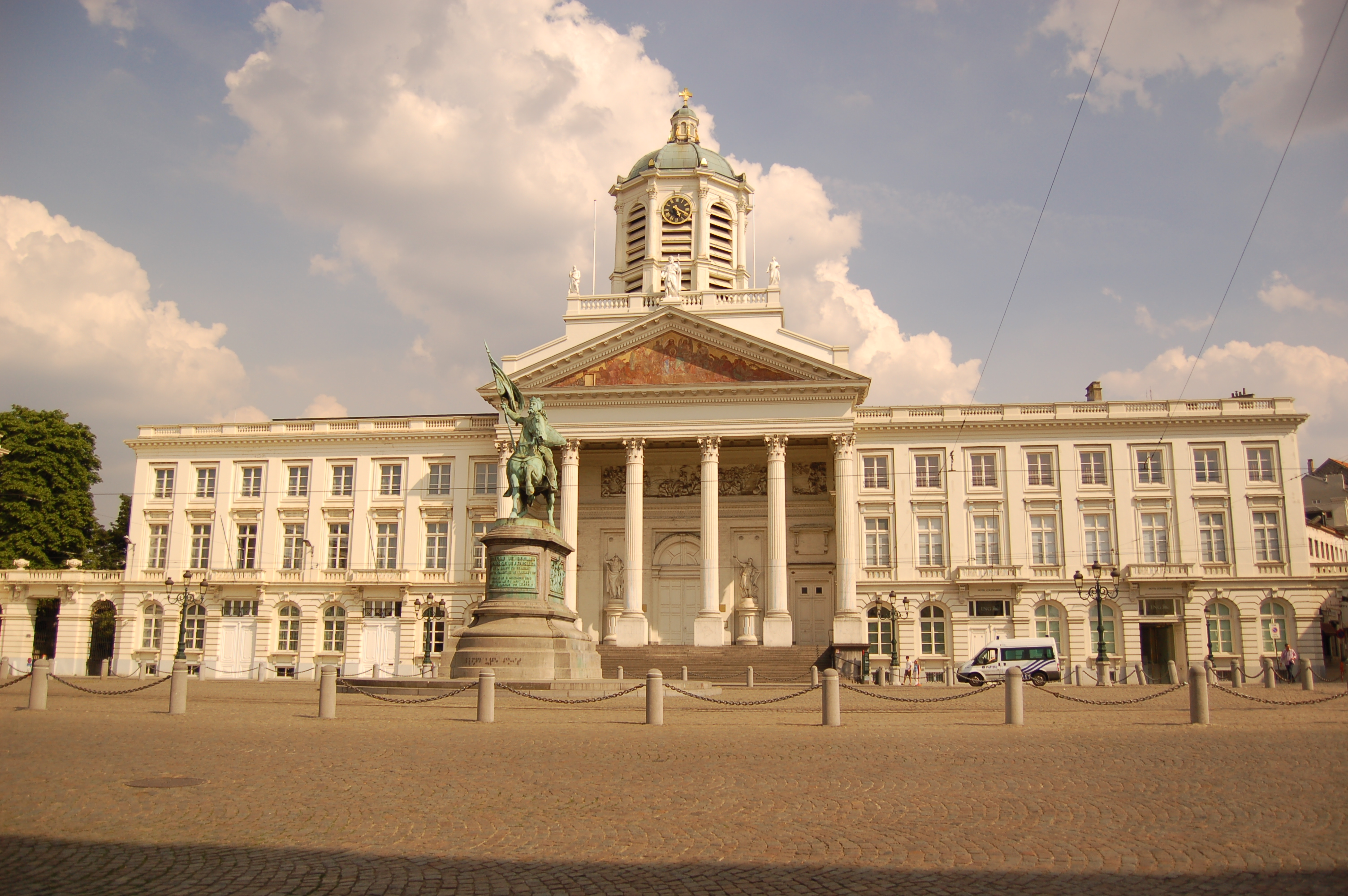
L'ensemble architectural financé par l'abbaye du Coudenberg sur la place Royale.

## Statut

### Église royale
La proximité du palais royal et, sans doute, à trouver une de ses origines dans la chapelle castrale de l'ancien château des ducs de Brabant donnent à l’église le statut spécial de « paroisse royale » même s’il n’a rien d’officiel. Des bancs d'église royaux se trouvent dans le chœur, et un passage permet un accès direct aux jardins du palais royal. 
Le 21 juillet 1831, c’est au-dessus des marches qui conduisent au porche de l’église que Léopold Ier prononce le serment de fidélité à la Constitution belge qui fait de lui le premier roi des Belges.
D’autres événements religieux concernant la famille royale belge ont été célébrés à Saint-Jacques-sur-Coudenberg, tels les funérailles de Charles de Belgique le 7 juin 1983 et du roi Léopold III le 1er octobre 1983 ou encore la messe d'éloge funèbre du roi Baudouin le 7 août 1993. Plusieurs enfants royaux y ont reçu le baptême tels Léopold II en 1835, Albert Ier en 1875, Léopold III en 1901, Charles en 1903, Marie-José en 1906, Joséphine-Charlotte en 1927, Baudouin en 1930, Philippe en 1960 et Astrid en 1962.

### Cathédrale des Forces armées
En 1978, l'église est confiée au vicariat apostolique aux Forces armées belges. En 1986, ce vicariat devient le diocèse aux Forces armées et l'église Saint-Jacques, sa cathédrale[réf. à confirmer]. L’évêque titulaire de ce diocèse est l'archevêque de l'archidiocèse de Malines-Bruxelles.

## Accessibilité
| ___ | Ce site est desservi par les stations de métro : Gare Centrale et Parc. |

 D'autre part, plusieurs lignes de bus et de trams de la STIB s'arrêtent à l'arrêt Royale situé à proximité immédiate : outre plusieurs bus de nuit, il y passe les lignes 92 et 93 du tramway de Bruxelles et les lignes 33, 38, 71 et 95 des autobus de Bruxelles, s'arrêtant les unes devant les musées royaux des Beaux-Arts de Belgique (rue de la Régence), les autres devant le musée des Instruments de musique (rue Coudenberg).